# Dichoniopsis lubrica
Dichoniopsis lubrica là một loài bướm đêm trong họ Noctuidae.